# Spodoptera rasdolnia
Spodoptera rasdolnia är en fjärilsart som beskrevs av Otto Staudinger 1892. Spodoptera rasdolnia ingår i släktet Spodoptera och familjen nattflyn. Inga underarter finns listade i Catalogue of Life.